# هنری بنکس
هنری بنکس (انگلیسی: Henry Banks؛ زادهٔ ۱۴ ژوئن ۱۹۱۳، درگذشتهٔ ۱۸ دسامبر ۱۹۹۴) رانندهٔ مسابقات اتومبیل‌رانی اهل ایالات متحده آمریکا بود که از فصل ۱۹۵۰ تا ۱۹۵۴ در مجموع در پنج گراند پری از مسابقات جهانی فرمول یک شرکت کرد، اما موفق به کسب هیچ امتیازی نشد.
بنکس در ۱۸ دسامبر ۱۹۹۴ درگذشت.